# Iglesia de San Antolín (Segovia)
La iglesia de San Antolín fue un templo católico de la ciudad española de Segovia, ya desaparecido.

## Descripción
La iglesia, románica y del siglo X, estaba en la calle de Ochoa Ondátegui, que en su momento ostentó el título de «calle de San Antolín» por ese motivo. Mariano Sáez y Romero, en Las calles de Segovia (1918), decía lo siguiente:

Se llamaba antes la calle de San Antolín, por la iglesia de este nombre, ya en ruinas, románica y erigida en el siglo X, y a juzgar por el ábside que da a la calle, parece que antes hubo otra iglesia más primitiva, acaso de la época visigoda, argumentando también para señalarla esta antigüedad, la orientación de la iglesia de Norte a Sur, como San Marcos, San Vicente y otras muy antiguas de las afueras, cuando los templos románicos lo son de Este a Oeste. Era propiedad de la cofradía del Santo Entierro, llamada vulgarmente de los Gascones, y en ella se encerraban sus corazas y cascos que fueron precipitadamente vendidos, pues eran muy apreciados y artísticos. Lo que queda de la iglesia de San Antolín son restos venerables de los siglos antiguos de Segovia.
(Sáez y Romero, 1918, pp. 123-124)